# Lignée Shambhala
Pour les articles homonymes, voir Shambhala.
La lignée Shambhala ou vision Shambhala est une tradition issue du bouddhisme tibétain et fondée par Chogyam Trungpa Rinpoché (1939-1987). L'apprentissage Shambhala, nommé d'après le royaume mythique de Shambhala, propose une voie séculière de la pratique de la méditation et offre des enseignements fondés sur la vision qu'il existe en chacun une source de sagesse éveillée - ou « bonté fondamentale » - que l'on peut découvrir, cultiver et manifester autour de soi.

## Historique

### Origines
Forcé de fuir le Tibet en 1959 du fait de l'invasion chinoise, Chögyam Trungpa partit étudier à l'université d'Oxford en 1963. En 1967, il alla en Écosse où il fonda le centre de méditation Samye Ling, premier centre de pratique du bouddhisme tibétain en Occident. En 1970 il partit aux États-Unis où il fonda plusieurs centres et l'université Naropa (en), première université d'inspiration bouddhiste en Amérique du Nord. Chögyam Trungpa a fondé plus d'une centaine de centres de méditation à travers le monde.

### Controverse autour du régent Ösel Tendzin
Le régent Ösel Tendzin (en) avait contracté le VIH et le savait depuis près de trois ans, mais continuait d'avoir des relations sexuelles non protégées avec ses étudiants sans les informer, ; l'un d'eux en est décédé,. Cela a été révélé en 1989. Des proches, y compris le conseil d'administration de Vajradhatu, savaient depuis deux ans que Tendzin était séropositif mais ne l'avait pas divulgué.

### Implantation en France
En 1982, le groupe d’étude du Dharma de Paris est fondé par une dizaine de personnes qui se réunissent dans l’appartement d’un couple d’américains étudiants de Chogyam Trungpa Rinpoché. En 1989, le groupe loue un modeste local rue du Chemin-Vert, qui devient le siège de Dharmadhatu Paris. En 1995 un nouveau pas est franchi avec l’installation du Centre Shambhala de Paris rue Titon. Le centre déménagea en 2010 rue Eugène-Varlin. Le Centre présente l’ensemble des disciplines du Bouddhisme Shambhala : Apprentissage Shambhala, Dharmadhatu, Nalanda.
Le centre Dechen Chöling en est le principal centre français.

### Depuis 1990

#### Nouveau responsable de la lignée: Sakyong Mipham Rinpoché
Comme la lignée Shambhala se transmet héréditairement, Chögyam Trungpa Rinpoché avait formé son fils aîné, Sakyong Mipham Rinpoché, pour remplir ce rôle depuis son enfance. La première directive importante du Sakyong fut de rassembler les nombreuses activités des élèves de son père sous la bannière de Shambhala International et de proclamer chacun des centres à travers le monde comme Centre Shambhala qui propose la méditation laïque, un apprentissage spirituel et des activités culturelles sous le même toit.
Dans cet esprit, la communauté Shambhala, guidée par le Sakyong, continua d'explorer différentes manières de faire connaître la valeur de ce qu'elle avait à offrir. La revue Shambhala Sun, par exemple, tirée à 75 000 exemplaires en 2007, gagna une reconnaissance internationale pour sa compréhension approfondie de la société contemporaine et la qualité de son graphisme. L'expansion géographique continua également avec l'établissement d'un centre de méditation rural majeur près de Limoges, en France. Ce centre dénommé Dechen Chöling, est un Centre européen de méditation et de retraite du sangha Shambhala qui offre en outre la possibilité de programmes en résidence et de séjours ou retraites individuelles.
Les visites du Sakyong Mipham Rinpoché, l’introduction de l’Apprentissage Shambhala et de Nalanda accélèrent le développement du sangha.

#### Accusations d'abus sexuels de Sakyong Mipham Rinpoché sur ses fidèles
En juillet 2018, Sakyong Mipham Rinpoché, réincarnation de Mipham Rinpoché et responsable de l'organisation, basée à Halifax, au Canada, est accusé d'avoir abusé sexuellement de plusieurs de ses étudiantes, notamment sous l'emprise de l'alcool qu'il consomme avec excès. Si celles-ci refusaient, elles étaient alors évincés de son cercle. D'après les victimes, des dirigeants de Shambala étaient au courant de ces pratiques. En apprenant cette attaque judiciaire, le conseil de Shambala démissionne massivement de l'organisation et Sakyong Mipham Rinpoché se retire lui-même de ses fonctions,,,.

## Enseignements
Dans son ouvrage Shambhala. La voie sacrée du guerrier paru en 1984 en anglais, Chögyam Trungpa expose la vision Shambhala : « Devant les problèmes énormes qui pèsent sur la société humaine d'aujourd'hui, il semble de plus en plus important de découvrir des moyens simples et non sectaires de travailler sur nous-mêmes et de partager ce que nous avons compris avec autrui. Les enseignements Shambhala - ou « vision Shambhala », comme on appelle plus généralement cette approche - ont ainsi pour dessein de favoriser une existence saine et complète pour nous mêmes et notre prochain. »

### L'art du guerrier
« Les enseignements Shambhala se fondent sur la prémisse qu'il existe réellement une sagesse humaine fondamentale qui peut nous aider à résoudre les problèmes du monde. Cette sagesse n'est pas l'apanage d'une culture ou d'une religion, pas plus qu'elle n'est l'exclusivité de l'Occident ou de l'Orient. Il s'agit plutôt d'une tradition humaine de l'art du guerrier, qui a existé dans de nombreuses cultures et à bien des périodes de l'histoire. Par art du guerrier, nous n'entendons pas de faire la guerre à autrui. L'agression est la source de nos problèmes, non pas leur solution. Ici, le mot « guerrier » traduit le tibétain pawo, qui signifie littéralement « vaillant ». L'art du guerrier dans ce contexte est la tradition de la vaillance humaine, la tradition du courage. [...] Le secret de l'art du guerrier - et le principe même de la vision Shambhala - est de ne pas avoir peur de qui l'on est. Voilà en dernière analyse la définition de la vaillance : ne pas avoir peur de soi. »

### La bonté fondamentale
« Quand on cesse de se punir ou de se condamner, quand on se détend encore plus et que l'on apprécie son corps et son esprit, alors on touche de près à une notion essentielle, celle de la bonté primordiale qui existe en chacun. [...] Cultiver la tendresse envers soi permet de voir avec précision les problèmes et les possibilités : on n'éprouve pas le besoin de fermer les yeux sur ses problèmes, ni non plus d'exagérer ses possibilités. Cette douceur à l'égard de soi-même, cette appréciation de soi, est très nécessaire. Elle constitue le point de départ pour s'aider soi-même et pour aider les autres. [...] Dans la tradition Shambhala, la discipline qui permet à la fois de cultiver de la douceur envers soi-même et d'apprécier son monde est la méditation assise. [...] Par méditation, nous entendons ici quelque chose de fondamental et de très simple, qui n'est pas relié à une culture quelconque. Nous parlons d'un acte vraiment fondamental : s'asseoir par terre, prendre une posture correcte et cultiver le sentiment d'avoir son propre espace, sa place sur cette terre. C'est le moyen de se redécouvrir et de redécouvrir en soi la bonté fondamentale, le moyen de s'harmoniser avec la réalité authentique sans aucune attente, sans aucun préjugé. »